# Alexia: Labor Omnia Vincit
Alexia: Labor Omnia Vincit és una minisèrie documental esportiva espanyola sobre el FC Barcelona Femení i la futbolista Alèxia Putellas, estrenada per Amazon Prime Video a la majoria de països iberoamericans el 30 de novembre de 2022. Gravat originalment en castellà, està subtitulada al català.
Seguint Putellas durant un any entre la seva primera i segona Pilota d'Or, la sèrie inicialment pretenia documentar la trajectòria de Putellas amb el Barça i la selecció espanyola, i la seva temporada 2021-22, inclosa l'Eurocopa 2022; amb Putellas patint una lesió de final de temporada dies abans de l'Eurocopa, la sèrie va canviar de to. Continuant centrant-se en la mentalitat de Putellas, però també presenta els entrebancs i lesions d'atletes d'elit.
Tots els títols dels episodis estan extrets de lemes llatins que Putellas s'ha tatuat, utilitzats per al·ludir a la grandesa en l'esport i reflectir la naturalesa personal de la sèrie.

## Intervencions
Les persones que apareixen a la minisèrie inclouen:
- Alèxia Putellas
- Xavi Llorens
- Jonatan Giráldez (entrenador del Barça femení)
- Mapi León
- Aitana Bonmatí
- Jana Fernández
- Irene Paredes
- Virginia Torrecilla
- Xavi
- Gerard Piqué
- Andrés Iniesta
- Robert Lewandowski
- Marc-André ter Stegen
- Ansu Fati
- Camille Abily
- Nadine Keßler
- Silvia Neid
- Martina Voss-Tecklenburg
- Eli Segura (mare de Putellas)
- Adrián Martínez (fisioterapeuta de Putellas)
- Miriam Chaves (amiga de Putellas)
- Marc Guinot (amic de Putellas)